# Ryse: Son of Rome
Ryse: Son of Rome — це відеогра жанрів action-adventure та hack and slash, розроблена Crytek і видана Microsoft Studios. Випуск відбувся 22 листопада 2013 року для Xbox One, Ryse: Son of Rome стала однією з перших ігор для цієї консолі. Версія для Windows вийшла 10 жовтня 2014 року, розроблена Crytek та Deep Silver.
Сюжет Ryse: Son of Rome створено за мотивами давньоримської історії часів імператора Нерона та античної міфології. Головний герой — легіонер Марій Тит, родину якого вбили варвари. Шукаючи помсти, Марій розкриває політичні інтриги та боротьбу богів, від яких залежить доля Риму.

## Ігровий процес

### Однокористувацька гра
Гравець виступає в ролі римського легіонера Марія Тита, який прагне помститися варварам за свою вбиту родину. Марій озброєний мечем гладіусом і щитом скутумом, а також може кидати списи пілуми. Він може блокувати ворожі атаки щитом, або приголомшити ним ворога. Бої використовують комбінації ударів, кожна з яких дає свій бонус. Ввійшовши в режим зосередження, Марій стрімко завдає ударів, а все довкола (з точки зору гравця) сповільнюється. Зосередження діє, поки не вичерпається його шкала. Коли ворога серйозно поранено, його можна добити одним ударом, або виконати «страту» — вказану кольорами кнопок геймпада смертельну серію ударів, щоб отримати обраний ефект. Це може бути поповнення запасу здоров'я, зосередження, бонус до атаки або досвіду. Якщо «страту» розпочато, вона завершується й автоматично, але якщо гравець не виконує всіх потрібних ударів, то користь від «страти» зменшується.
Місцями Марій очолює загін, що повинен подолати ділянку, обстрілювану ворожими лучниками. За його командою легіонери рухаються, ховаються за щитами чи кидають пілуми. Гра підтримує голосове керування Kinect, щоб віддавати такі команди. Також Марій подекуди користується скорострільними балістами «Скорпіонами».
У боях заробляється досвід і доблесть. Досвід відкриває звання, на кожному з яких за доблесть можна придбати нові комбінації ударів і вдосконалити характеристики Марія. На рівнях трапляються колекційні предмети: хроніки, сувої та краєвиди. Хроніки містять короткі додаткові відомості про персонажів, місця та предмети. Сувої розблоковують глави коміксів, які доповнюють сюжет. А краєвиди відкривають концепт-арти гри.

### Багатокористувацька гра
Існує також кооперативний багатокористувацький режим, в якому двоє гравців виступають гладіаторами, об'єднуючись для вирішення різноманітних завдань та боротьби із хвилями дедалі сильніших ворогів у Римському Колізеї. Середовище Колізею має тематику, що обирається перед боєм, і динамічно змінюється з кожною хвилею. Гравці винагороджуються золотом, а заробіток залежить від того, на скільки бій захопливий для глядачів. Набираючи досвід, гладіатори отримують доступ до все якісніших предметів, які купуються за золото між боями. Витративши певну суму, гладіатор отримує випадкові предмети відповідної рідкісності.
Обладунки складаються з шолома, панцира, наруч, пояса та поножів. Озброєння включає меч і щит. Кожен з цих предметів (крім початкових) дає бонус до якоїсь характеристики, та іноді водночас штраф. Еліксири поповнюють гравцеві або його напарнику здоров'я чи зосередження, тимчасово підвищують агресивність ворогів, дають тимчасову невразливість або посилення, чи воскрешають полеглого гладіатора. Еліксири поділяються за ефективністю на чотири рівні. В бій можна взяти тільки дві пляшечки з ними.
Гладіаторам пропонується обрати своїм покровителем Юпітера, Аполлона, Марса чи Діану. Юпітер винагороджує за «страти» поповненням запасу зосередження та дозволяє сповільнювати ворогів, витрачаючи зосередженість. Аполлон лікує бійця щоразу, коли той виконує «страту», та дозволяє приголомшувати ворогів спалахом. Марс натомість тимчасово посилює бійця за «страти» й дозволяє атакувати їх хвилями полум'я. Діана ж збільшує швидкість набору досвіду та дає можливість відкидати ворогів навколо вихором. Завершивши низку раундів під покровительством того чи іншого божества, гладіатор отримує присвячений йому корисний предмет.

## Сюжет
Рим перебуває в облозі варварів іценів. Вони обстрілюють з катапульт палац імператора Нерона, який намагається сховатися в потаємному місці. Нерон вимагає від легіонерів, які стримують варварів, щоб ті захистили його. Марій Тит віддає легіонеру Северію закривавлений мішок, кажучи, що там запорука перемоги, і вирушає на допомогу імператору. Йому вдається пробитися до палацу, захистити Нерона та привести його в таємну кімнату, щоб перечекати облогу. Нерон запитує в Марія хто він, і Марій розповідає йому попередні події.
Дія переноситься на якийсь час у минуле. Марій, ще бувши простим солдатом, готується покинути Рим для проходження служби в II Легіоні, розквартированому в Александрії. Він гостює в свого батька Леонтія, колишнього генерала і впливового римського сенатора. Батько тренує сина та, задоволений успіхами, дарує йому гладіус зі знаком героя Дамокла. Він розповідає легенду про Дамокла, котрого командувачі покинули на вірну смерть; але богиня Немезида, обурена цією несправедливістю, воскресила героя задля здійснення помсти. В цей час до Риму вриваються варвари. Батько й син дають їм відсіч, але коли Марій знаходить свою матір і сестру, ті вже виявляються вбиті кинджалом. Леонтій доручає синові зупинити варварів, поки він збирає легіонерів. Коли загін зібрано, Леонтій гине від руки варвара, озброєного римським мечем. Батько просить Марія врятувати Рим від «них», але не встигає сказати від кого саме.
Друг і колишній товариш убитого Віталіон домагається переведення Марія у свій XIV Легіон, обіцяючи йому допомогти помститися за рідню. Віталіон разом з легіоном вирушає до Британії, де проти римської влади спалахнуло повстання. Біля берега римський флот потрапляє під обстріл з катапульти. Марій збирає вцілілих легіонерів і очолює штурм фортеці. Йому вдається пробитися всередину та забезпечити знищення катапульти. За це досягнення Віталіон робить його центуріоном. Марій в цей час помічає у фортеці дивну сяйливу постать. Несподівано прибігає гонець зі звісткою, що один легіон зник у боротьбі з племенами бритів біля Йорка. Віталіон доручає Марію дізнатися в чому справа.
Дізнавшись про заколот в Йорку, Марій вирушає полонити короля Освальда і змусити бритів до миру. Він розшукує безпечний прохід до захопленого варварами акведука, а потім знаходить місце жорстокої розправи бритів над зниклими легіонерами. Марію вдається розшукати на акведуці дочку Освальда — Боудіку. Вона викликає Марія на двобій, але програвши, тікає. Легіонери вирушають навздогін до підземель. Марій, погрожуючи вбити Боудіку, примушує Освальда здатися. Після цього до Британії прибуває манірний син імператора Басилевс і віддає наказ про страту полонених варварів. Він розповідає, що брити викрали його брата Коммода, чиє місцезнаходження невідоме. Погрожуючи Освальду, Басилевс добивається відомостей, що Коммода віддали Рогатому королеві піктів за Адріановим валом.
Переходячи міст, загін під командуванням Марія потрапляє в засідку. Віталіона беруть в полон, а Марій блукає лісом в пошуках уцілілих легіонерів. Зрештою він звільняє полонених, яких пікти намірилися спалити живцем, і приходить до лігва варварського вождя Глотта. Той збирається принести Коммода, Віталіона й решту полонених римлян у жертву богам, спаливши їх у величезному ідолі. Мерій виходить на двобій із Глоттом і вбиває його.
Коммод проголошує свою владу над бриттами та вимагає від Освальда визнати принизливий мир. На знак примирення він обіймає Освальда, але тут же підступно вбиває його кинджалом. Марій впізнає знак на кинджалі та розуміє, що його рідних убили не варвари, а поплічники Нерона, корумпованій владі якого загрожував його чесний батько. Спалахує бунт, Боудіка намагається вбити Коммода, але римський жрець каже їй, що «ще не час» і наказує тікати. Згодом очолювані Боудікою кельти збирають військо та беруть Йорк в облогу. XIV легіон прикриває відступ Коммода, поки надходять все більші сили варварів. Марій лишається виграти час для відплиття останніх кораблів, лишаючись зрештою сам проти безлічі ворогів. Брити скидають його з мосту в море, але сяйлива богиня літа Естас (у гра названа просто як «богиня літа»), яку він бачив раніше, кидає йому гладіус. Натхненний, Марій знаходить в собі сили вибратися на берег і вирушити до Рима, щоби помститися Нерону.
Марій довго дістається додому і бачить, що в Римі під прикриттям захисту від варварів тепер панує свавілля. За наказом Нерона людей розпинають прямо на вулицях, колись величне місто стало брудним і злиденним. Борючись із патрулями, він повертається в занедбаний батьківський дім, де на нього чекає Естас. Вона пояснює, що Нерон заздрив популярності Леонтія, котрий бажав відновлення Республіки. Богиня покладає на Марія місію убити імператора, котрий веде державу до загибелі.
Аби дістатися до Нерона, Марій стає гладіатором. Він виковує собі броню та, взявши ім'я Дамокл, вирушає до Колізею, яким розпоряджається Басилевс. Після низки успішних боїв Басилевс помічає здібності нового гладіатора та стає його меценатом. Під час особистої зустрічі Марій убиває його. Полонена Басилевсом жриця пророкує, що Марій помститься та відродить славу Риму; але Нерон може загинути тільки від власного меча. Марій приходить на головну арену Колізею, де бореться з численними гладіаторами серед пасток. Коммод зухвало сам виходить на арену, щоб убити Марія. Нерон робить ставку на перемогу свого сина та просить жерця посприяти перемозі. Як потім з'ясовується, Коммод послав замість себе двійників і отруює супротивника. Попри все, Марій знаходить справжнього Коммода й відрубує йому голову, після чого обіцяє вбити Нерона. Неабияк наляканий імператор наказує схопити героя, Марій тікає з арени й ховається серед вулиць.
Віталіон впізнає Марія та допомагає йому. Він також обурений політикою Нерона і розповідає, що римські завоювання об'єднали варварів, які тепер під проводом Боудіки змогли зібрати військо, достатнє для штурму Риму. Оскільки вороги вже близько, Віталіон очолює оборону, після якої замислює повалити Нерона. Видавши Марію нові обладунки, він доручає йому зупинити варварів. Боудіка вбиває Віталіона в поєдинку, Марій бере командування його гарнізоном, але ворогів надто багато. Естас отямлює Марія, запевняючи, що вбивши Боудіку, він переможе всю варварську орду.
Зібравши залишки військ, Марій перестріває Боудіку та викликає її на двобій, у якому перемагає. Відрубавши Боудіці голову, Марій віддає її Северію та наказує показати голову варварам. Далі він вирушає до палацу імператора, після чого супроводжує Нерона в його таємну кімнату, де розповідає цю історію. Імператор, зрозумівши, що перед ним Марій, готовий накласти на себе руки. Але скориставшись прибуттям преторіанців, Нерон тікає. Під час гонитви за ним Марій стикається з жерцем, який весь цей час був богом північного вітру Аквіліоном у людській подобі. Бог пояснює, що саме він підбурив Нерона до війни, аби Римська імперія зазнала поразки і варвари правили Європою. Нерон смертельно ранить Марія, поки той слухає Аквіліона. В останні миті життя Марій скидає Нерона на меч його власної статуї. Аквіліон мовчки визнає перемогу Естас і обоє зникають. Варвари, побачивши що їхня очільниця мертва, тікають. Подвиги Марія римляни увіковічнюють у барельєфах на пам'ятній колоні, що височіє над Римом.

## Історична основа
В дійсності в 61 році Боудіка підняла повстання іценів проти римського панування, але воно цілком відбувалося на території Британії. В грі не згадується чоловік і доньки Боудіки. Штурм іценами та їх союзниками Риму, показаний в Ryse: Son of Rome — художня вигадка. Найближча подія, схожа на зображене руйнування столиці — це «Велика пожежа», що сталася 64 року. Легіон, винищений бритами, згадуваний в грі — натяк на IX легіон, який придушував повстання Боудіки, але зазнав поразки, втративши 2 тис. легіонерів. Пізніше в 61 році, після власної поразки, Боудіка вчинила самогубство, прийнявши отруту.
Імператор Нерон помер у 68 році, тоді як у грі смерті імператора та Боудіки відбуваються в один день. Наприкінці гри проти Нерона виступає вигаданий Віталіон, насправді проти нього в 68 році виступив намісник Центральної Галлії, Гай Юлій Віндекс. Саме він підняв повстання — одночасне з іншими повстаннями в кількох регіонах імперії. Реальний історичний персонаж зі схожим іменем — Вітеллій, наступний після Нерона імператор. Загинув Нерон, наклавши на себе руки.
Образ Неронового сина Коммода відсилає до імператора Коммода, що народився через пів століття. Як і персонаж гри, імператор Коммод відомий тим, що не цурався особисто брати участь у гладіаторських боях. Убив його, за змовою з наближеними особами, раб-атлет Нарцис.
Ще один анахронізм гри — це Колізей, в часи Нерона він ще не був збудований. Тоді як велетенська статуя Нерона має реального тогочасного прототипа — Колоса Нерона.

## Оцінки й відгуки
| Агрегатор  | Оцінка                  |
| ---------- | ----------------------- |
| Metacritic | XONE: 60/100 PC: 61/100 |

| Видання                   | Оцінка |
| ------------------------- | ------ |
| Destructoid               | 5/10   |
| Electronic Gaming Monthly | 7.5/10 |
| Eurogamer                 | 5/10   |
| Game Informer             | 6/10   |
| GameSpot                  | 4/10   |
| GamesRadar+               | [ 14 ] |
| Giant Bomb                | [ 15 ] |
| IGN                       | 6.8/10 |
| VideoGamer.com            | 7/10   |

Ryse: Son of Rome зібрала змішані оцінки. На агрегаторі Metacritic гра у версії для Xbox One отримала 60/100 на основі 77 відгуків, а для Windows 61/100 на основі 27 відгуків.
Браян Альберт з IGN відгукнувся, що Ryse буде ідеальною грою аби оцінити графіку нової консолі. Він високо оцінив різноманітні локації гри, деталізовані текстури та плавну анімацію персонажів. Водночас критики зазнав ігровий процес, який практично не вимагає оборони, «страти» визнавалися надто простими у виконанні, а розвиток персонажа — одноманітними пасивними бонусами, тому кооперативний режим значно виграє, порівняно з сюжетною кампанією. «Все це непогано, але відчувається тільки основою для чогось набагато більшого і детальнішого, що ніколи не з'явиться».
Марк Волтон з GameSpot був схожої думки: «Оскільки безмозкий бій відіграє таку велику роль у Ryse, вона вдається до сюжету, щоб протягнути вас крізь битви. Біда в тому, що банальна історія про вбивство та помсту настільки сповнена кліше та слабких діалогів, що важко сприймати її серйозно… Справи кращають у грі пізніше, особливо коли ви зустрічаєте чудово поставлених, цілком мерзотних синів імператора Нерона, але здебільшого сюжет — подібно до бою — слугує для демонстрації вражаючих візуальних деталей, таких як моторошно вдала анімація облич, а не для розкриття гри».
Розслідування Федеральної торгової комісії виявило негласну угоду між Microsoft Studios та Machinima Inc. про проплачені відгуки, в яких не повинно було бути критики Xbox One або перших ігор для неї. Ryse: Son of Rome було окремо вказано в документі Федеральної торгової комісії як одну з ігор, схвальні відгуки на яку оплачувалися сумами від 15 000 до 30 000 доларів.
Попри холодний прийом на початку, ставлення критиків до гри покращало з роками. Так, газета «The Telegraph» зарахувала її в 2017 році до найнедооціненіших ігор тодішнього покоління консолей, відгукнувшись: «Son of Rome є однією з найкрасивіших ігор, в які можна сьогодні пограти, і розповідає досить хорошу історію про помсту в центрі Римської імперії. Це проста гра, що складається з послідовних боїв із підказками та грубих QTE-добивань, але вона ніколи не подає себе надто серйозно». Сайт Game Rant у 2020 році також охарактеризував її як недооцінену та рекомендував до гри на консолях наступного покоління.